# Sminthopsis granulipes
Sminthopsis granulipes là một loài động vật có vú trong họ Dasyuridae, bộ Dasyuromorphia. Loài này được Troughton mô tả năm 1932.